# 明日へ (テレビ番組)
『明日へ』（あしたへ）は、NHK総合テレビジョンで2012年4月8日から2021年3月14日まで放送されていた情報・ドキュメンタリー番組。「NHK東日本大震災プロジェクト」の中核となる番組である。
番組開始時から2015年12月までは『明日へ -支えあおう-』（あしたへ ささえあおう）、2016年1月から2021年3月までは『明日へ つなげよう』（あしたへ つなげよう）と番組名が変遷して放送された。

## 概要
日本放送協会では、2011年3月11日の東日本大震災発生直後から、震災復興に向けた様々な課題を検証する番組や、被災地支援のための番組・キャンペーンを展開してきた。2011年9月10日・9月11日（震災発生半年）と、2012年3月10日・3月11日（震災発生1年）には、東北地方の被災地を中継でつなぎ、日中から夜間を中心とした生放送の長時間特番を放送した。それと連動して3月3日 - 3月11日の9日間を震災関連の特別番組集中放送期間として『NHKスペシャル』で震災関係のドキュメントを連続放送したり、『あさイチ』『ゆうどきネットワーク』では東北の北と南それぞれから移動中継車を利用して被災地の現状を生放送する企画、更に3月10日には幕張メッセの幕張イベントホールと福島県須賀川市の2か所を中継で結んだ『震災から1年 明日へコンサート』や、Jリーグスペシャルでユアテックスタジアムからの生中継を行った。
2012年度はこれをさらに拡充させNHKオンラインとの連携を取りながら、震災を風化させない取り組み・また震災復興に向けた課題の克服や取り組みを進めていくためのフラッグシップ（基幹）となる新番組開始した。また一連の震災復興キャンペーンプロジェクトの統一テーマとしても「明日へ-支えあおう-」を使用した。
番組では『証言記録 東日本大震災』という被災地の当事者の証言や視聴者の映像アーカイブスを紹介するシリーズや、毎月1回のペースで「復興サポート」と題して、被災地の街や人の復興、心のケアについての討論や研究、また東北地方の震災被災地を支援する各地の自治体・行政・民間団体などの取り組みの紹介レポートなどを行っていた。
2012年9月9日は『〜被災地はいま・東日本大震災から1年半〜』と題し2部構成で放送された。2013年3月10日と11日（月曜日）は『東日本大震災から2年 特集 明日へ支えあおう』と題し、10日は2部構成で、11日は3部構成で放送された。
2015年度からは、火曜日2時から2時50分（月曜深夜ミッドナイトチャンネル枠）に再放送が行われた。
この番組は海外にもNHKワールド・プレミアムを通じて日本国内と同時放送を行い、ノンスクランブルで視聴することが出来る。
なお、『明日へ つなげよう』に番組名が変更されてからは、東日本大震災の話題だけでなく2016年の熊本地震、2018年の平成30年7月豪雨（西日本豪雨）の話題も取り上げていた。
2021年3月14日を以って放送終了。最終回は『証言記録 東日本大震災スペシャル〜格闘と挑戦の10年 その先に…〜』と題して放送した。後番組は防災番組として『明日をまもるナビ』が放送される。

## 主な企画
各企画の詳細は、公式サイトのこれまでの放送を参照。
証言記録 東日本大震災
番組開始時から続けられている企画で、原則として毎月最終週に放送される（高校野球中継期間中などを除く）。
復興サポート
番組開始時から続けられている企画。タウンミーティング形式で番組を進行している。
未来塾
2017年3月までNHK Eテレで放送された『東北発☆未来塾』が同年度から当番組の企画として不定期に放送されている。
課題解決ドキュメント ふるさとグングン!
2018年度から不定期に放送されている企画。かつて総合テレビで放送された『難問解決!ご近所の底力』がこの企画のベースとなっている。
被災地からの声
番組エンディングのコーナー。現在のレギュラー番組は東北地方向けの放送であるが、この番組でも一部が放送されている。

## 出演者
未来塾
- サンドウィッチマン（伊達みきお・富澤たけし）
- 多部未華子（ナレーション）

課題解決ドキュメント ふるさとグングン!
- 山本哲也（番組進行）
- りゅうちぇる

その他
- 津田喜章（NHK仙台放送局アナウンサー） - 特番時に出演

### 過去
番組進行
- 三宅民夫（番組開始 - 2014年3月）
- 畠山智之（2014年4月 - 2015年12月）

その他
- 伊東敏恵 - 特番進行（1年半、2年、3年、4年、4年半、5年）
- 合原明子 - 特番進行（2年半、3年半）、特番リポーター（2年）

## 放送時間変更について
『日曜討論』の放送時間が拡大される場合は時間帯を繰り下げまたは午後（編成状況により昼間か夕方）の時間帯に移して通常放送（次番組の『みんなのうた』は休止）。
主な事例としては、2012年9月2日は『日曜討論』が10:40までの放送だった為、総合テレビでは同日の17:00 - 17:48に、NHKワールド・プレミアムは9月7日（金曜日）の10:05 - 10:53にそれぞれ変更された。ニュースを挟んで空いた10:45 - 10:55の時間帯は、総合テレビでは『特ダネ!投稿DO画』、NHKワールド・プレミアムではBSプレミアムで放送される『世界の名峰 グレートサミッツ エピソード100』でそれぞれ穴埋めされた。同様に2012年9月16日も、『日曜討論』が10:55までの放送だったため、総合テレビは同日15:10 - 15:58に、NHKワールド・プレミアムは9月18日（火曜日）の11:00 - 11:48にそれぞれ変更された。その他、2012年6月10日は、『日曜討論』が11:00までの放送の為、次番組の『みんなのうた』と共々本番組自体休止となった。また、2012年7月29日、8月5日・12日もロンドンオリンピックの録画中継放送、2014年6月15日は2014 FIFAワールドカップ「1次予選・日本対コートジボワール」中継の為、番組自体休止となりNHKワールド・プレミアムも別番組差し替えとなった。

## 受賞歴
ギャラクシー賞
- 復興サポート（2014年度）[4] - 第52回報道活動部門選奨
- 是枝監督×女子高生 〜震災3年 福島を描く〜（2014年5月4日）[5][6] - 第52回テレビ部門奨励賞
- 証言記録 東日本大震災 第42回 福島県富岡町〜原発事故 想定が崩れたとき〜（2015年6月28日）[7] - 第53回テレビ部門奨励賞
- 証言記録 東日本大震災 第54回 福島県南相馬市〜原発バス避難 試練の2週間〜（2016年7月27日）[8] - 第54回テレビ部門奨励賞
- 証言記録 東日本大震災 第67回 福島県〜核燃料プールを冷やせ!自衛隊と消防 決死の放水作戦〜（2017年8月27日）[9] - 第55回テレビ部門奨励賞